# Roulette cambodgienne
Roulette cambodgienne est le 35e roman de la série SAS, écrit par Gérard de Villiers et publié en juin 1974 chez Plon / Presses de la Cité. Comme tous les SAS parus au cours des années 1970, le roman a été édité lors de sa publication en France à 100 000 exemplaires.
L'action se déroule fin 1973 ou début 1974 au Cambodge, entre la fin de la présence militaire américaine comme force combattante au Viêt Nam (29 mars 1973) et la chute de Saïgon (30 avril 1975).

## Personnages
- Malko Linge : Autrichien, « agent contractuel » de la CIA, héros du roman.
- David Wise : directeur-adjoint de la Division des opérations secrètes à la CIA.
- Douglas Frankel : chef de poste de la CIA au Cambodge.
- Général Oung Krom : bras droit du général Lon Nol.

## Résumé

### Début du roman
Les Américains cherchent à négocier avec les Khmers rouges mais ceux-ci exigent que le général Oung Krom, bras droit du général Lon Nol, anticommuniste farouche, soit éliminé. Alors que  Phnom Penh est encerclée, Malko est envoyé pour que le général soit écarté du théâtre des opérations (chapitre 1er).

## Autour du roman
- Le titre fait référence à la roulette russe (chapitre 1er, page 12 du roman : « Tout était possible dans cette guerre bizarre où tout le monde paraissait jouer à la roulette russe, version cambodgienne ».
- Malko s'était déjà rendu dans cette zone du monde à peine un an auparavant, dans L'Héroïne de Vientiane (SAS n°28 - 1972).
- Malko retournera au Cambodge seize ans après, vers 1990-1991, afin d'éviter un second génocide au Cambodge (cf. La Solution rouge - SAS no 102).